# Gräsmalar
Gräsmalar (Elachistidae) är en familj av fjärilar. Gräsmalar ingår gräsmalar i överfamiljen Gelechioidea, ordningen fjärilar, klassen egentliga insekter, fylumet leddjur och riket djur. Enligt Catalogue of Life omfattar familjen Elachistidae 481 arter. 

## Bildgalleri

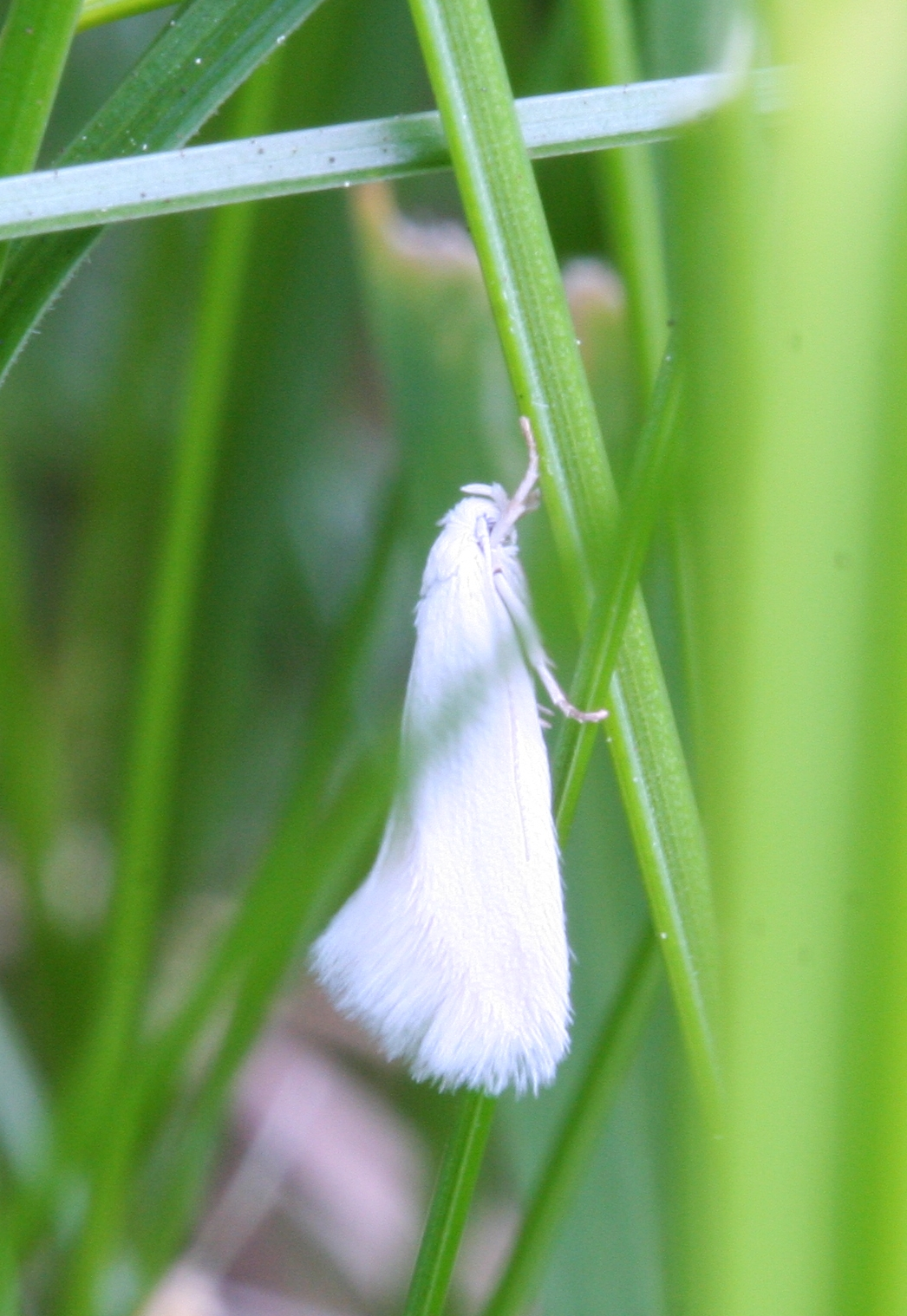

## Dottertaxa till gräsmalar, i alfabetisk ordning[1][2]
- Aristoptila
- Atachia
- Atmozostis
- Biselachista
- Calamograptis
- Cleroptila
- Cosmiotes
- Cryphioxena
- Dicasteris
- Dicranoctetes
- Elachista
- Elachistites
- Eretmograptis
- Eupneusta
- Hemiprosopa
- Illantis
- Irenicodes
- Mendesia
- Microperittia
- Mylocrita
- Myrrhinitis
- Ogmograptis
- Onceroptila
- Palaeoelachista
- Paraperittia
- Perittia
- Perittoides
- Petrochroa
- Phaneroctena
- Phthinostoma
- Platyphyllis
- Polymetis
- Praemendesia
- Proterochyta
- Ptilodoxa
- Stephensia
- Swezeyula
- Symphoristis